# A Day Without a Mexican
Um Dia Sem Mexicanos é um filme dirigido por Sérgio Arau. Estreou no dia 14 de maio de 2004, em lançamento limitado a todo o sul da Califórnia, e a partir de 17 de Setembro em salas de cinema de Chicago, Texas, Flórida e cidade de Nova Iórque.
A história se passa na Califórnia, nos Estados Unidos.
Este é um dos estados do país com maior percentual de latinos (nascidos em países latino-americanos ou descendentes destes).
Latinos são, por diversas vezes, recrutados para a grande parcela dos trabalhos de menor remuneração nos Estados Unidos, no que se costuma dizer "trabalhos que os Americanos não querem fazer".
Contudo, compõem uma das principais forças de trabalho do país, sendo, em algúns casos, preferidos para funções que exigem qualificação nas áreas já comumente ocupadas por latinos, mesmo que norte-americanos nativos pleiteem o cargo aceitando menores salários.
Um dia um denso nevoeiro cobre as fronteiras do estado de forma que atravessar de carro, avião ou qualquer outro meio de transporte seja arriscado demais, ao mesmo tempo em que inexplicavelmente as linhas de comunicação, como telefone, televisão e internet, mesmo por satélite, também se tornam inoperantes.
Não bastasse esse cenário de clausura, outro fenômeno, ainda mais surpreendente, atinge a região: dia a dia pessoas vão desaparecendo, repentina e misteriosamente, mesmo à luz do dia e estando ao lado de outras pessoas, deixadas sem entenderem o que aconteceu. Com o passar do tempo todos vão descobrindo que algo há em comum entre todos os desaparecidos.
Passa-se então a uma luta desesperada para recuperar pessoas queridas e impedir a perda de outras tantas que, reconhecidamente ou não, são importantes para o Estado e para o País.
Este foi o último filme do ator Eduardo Palomo, que faleceu devido a um ataque do coração, pouco antes do filme estrear.